# Гудбай
«Гудба́й» (с англ. до свидания, прощай) — российский комедийно-сатирический телесериал производства 1-2-3 Production. Телесериал был впервые показан на телеканале «ТНТ» 28 октября 2024 года.

## Эпизоды

### Сезон 1
| № серии | Описание | Премьера        |
| ------- | --- | --------------- |
| 1       | Президент США Джо Байден инкогнито летит в Россию,чтобы понять,как навредить русским. Во время полёта он знакомится с физруком Алексеем (Лёха),который предлагает американцу остановиться у себя. В первый же день в России Джо теряет документы и деньги,а в это время агенты ЦРУ по ошибке увозят в Америку пенсионера Иваныча. | 28 октября 2024 |
| 2       | Лёха приводит Джо в МФЦ,чтобы тот восстановил документы. Байден узнает,что именно здесь хранится база данных всех россиян,и намеревается её взломать. Однако сделать это не так просто,как думал Джо. Тем временем директор школы грозится увольнением,если Лёха не найдёт нового учителя по английскому.                         | 28 октября 2024 |
| 3       | Пока Джо осваивается в роли учителя, Иваныч знакомится с первой леди США Джилл Байден. Во время неожиданного визита вице-премьера в школу Байден получает шанс украсть телефон политика,чтобы завладеть контактами первых лиц России.                                                                                             | 29 октября 2024 |
| 4       | Байден узнает, что русские обходят санкции благодаря дачному хозяйству. Он твёрдо намерен научить дачников отдыхать на природе,а не работать. В это время в Вашингтоне Иваныч готовится провести важные переговоры. | 29 октября 2024 |
| 5       | Лёха устраивает Наталье (Наташке) свидание у воды,но всё идёт не по плану. Американские медики удивлены внезапными улучшениями физической формы президента, а настоящий Байден тем временем отправляется в санаторий,чтобы завербовать влиятельного дипломата.                                                                    | 30 октября 2024 |
| 6       | Байдену нужно попасть в здание МИДа,чтобы закачать вирус в компьютеры. Наташка думает, что Лёха планирует её бросить,и решает отомстить ему. Иваныч учит американцев "настоящей" толерантности. | 30 октября 2024 |
| 7       | Лёха начинает ремонт в квартире и хочет быстро разобраться с делами, чтобы успеть до мальчишника. Джо находит секретные чертежи,которые помогут ему победить Россию. | 31 октября 2024 |
| 8       | Джо не хватает денег на билет до Америки,поэтому он планирует украсть деньги,которые подарят на свадьбе Лёхе и Наташке. Вот только за несколько часов до церемонии политик теряет обручальные кольца,а значит,его возвращение домой оказывается под угрозой.                                                                      | 31 октября 2024 |

## Сюжет
Президент США Джо Байден хочет сам разобраться, почему его санкции не работают против русских. Под прикрытием он летит в Россию, чтобы понять русскую душу, и в первый же день теряет документы, но зато находит нового друга — настоящего русского патриота. Теперь Джо Байден вынужден жить в обычной хрущёвке, работать учителем английского языка, чтобы накопить деньги на новые документы и попытаться вернуться в Америку. А тем временем агенты ЦРУ увозят в США очень похожего на Байдена российского пенсионера Иваныча.

## Производство
В августе 2024 года телеканал «ТНТ» анонсировал новый телесериал «Гудбай». 16 октября вышел трейлер телесериала, а выпуск состоялся 28 октября 2024 года.

## В ролях
| Актёр              | Роль                                                    |
| ------------------ | ------------------------------------------------------- |
| Дмитрий Дюжев      | Джо Байден (президент США), Иван Иваныч (русский актёр) |
| Алексей Демидов    | физрук                                                  |
| Мария Климова      | Наташка                                                 |
| Ольга Богданова    | соседка                                                 |
| Анна Уколова       | директриса                                              |
| Павел Крайнов      | агент Смит                                              |
| Владислав Дёмин    | агент Джонс                                             |
| Эврика Аллавердонц | Джилл Байден                                            |
| Пётр Иващенко      | голос за кадром                                         |

## Обзор сезонов
| Сезон | Сезон | Серии | Период трансляции    |
| ----- | ----- | ----- | -------------------- |
|       | 1     | 8     | 28 — 31 октября 2024 |